# Железобетонный забор ПО-2
Железобетонный забор ПО-2 (плита ограды ПО-2, «Забор Лахмана») — железобетонная сплошная плита, ставшая самым массовым забором в СССР, пользующаяся высоким спросом в России и на территории СНГ.

## Технические характеристики
Согласно Альбому рабочих чертежей серия ИЖ 31-77 высота забора «ПО-2» — 3 метра, длина одной секции — 2,5 м, толщина — 15 см. Забор «ПО-2» выполнен в виде железобетонной рамы с армированной сетью, которая встроена в бетонную плиту. Рельефный рисунок в виде «ромбиков» на заборе появился для того, чтобы поверхность заборов была менее монотонной. Нижние крепления забора устанавливаются в бетонное основание (стакан), которое изготавливается отдельно. Также есть самостоящие заборы «ЭО» (элемент ограждения).

## История создания и применения
Дизайн забора был разработан в 1970-е годы Борисом Лахманом, главным архитектором конструкторско-технического бюро «Мосгорстройматериалы». На производстве плиту доработали: добавили окантовку, изменили размеры. 
В рамках серии ИЖ 31-77 были разработаны модели изделий ПО-1, ПО-2, ПО-3, ПО-4, ПО-11, ПО-12, ПО-13, ПО-14, ПО-15, ПО-16, но самым популярным стал вариант «ПО-2».
Работа получила бронзовую медаль ВДНХ, а автор получил 50 рублей премии; медаль Лахман получил спустя почти 10 лет, её прислали архитектору уже в США, куда он эмигрировал в 1981 году.
Плита использовалась изначально для ограждения территорий, где ведется строительство, а также военных частей — объектов, которые надо скрыть от глаз людей. Со временем заборами «ПО-2» стали огораживать любые объекты, доступ на которые нужно ограничить. Кроме охранной функции забор решал также задачу звукоизоляции. 
Со временем сплошные заборы из-за низкой эстетичности стали запрещать в центре крупных городов, и сам Лахман был рад этой инициативе.

## В популярной культуре

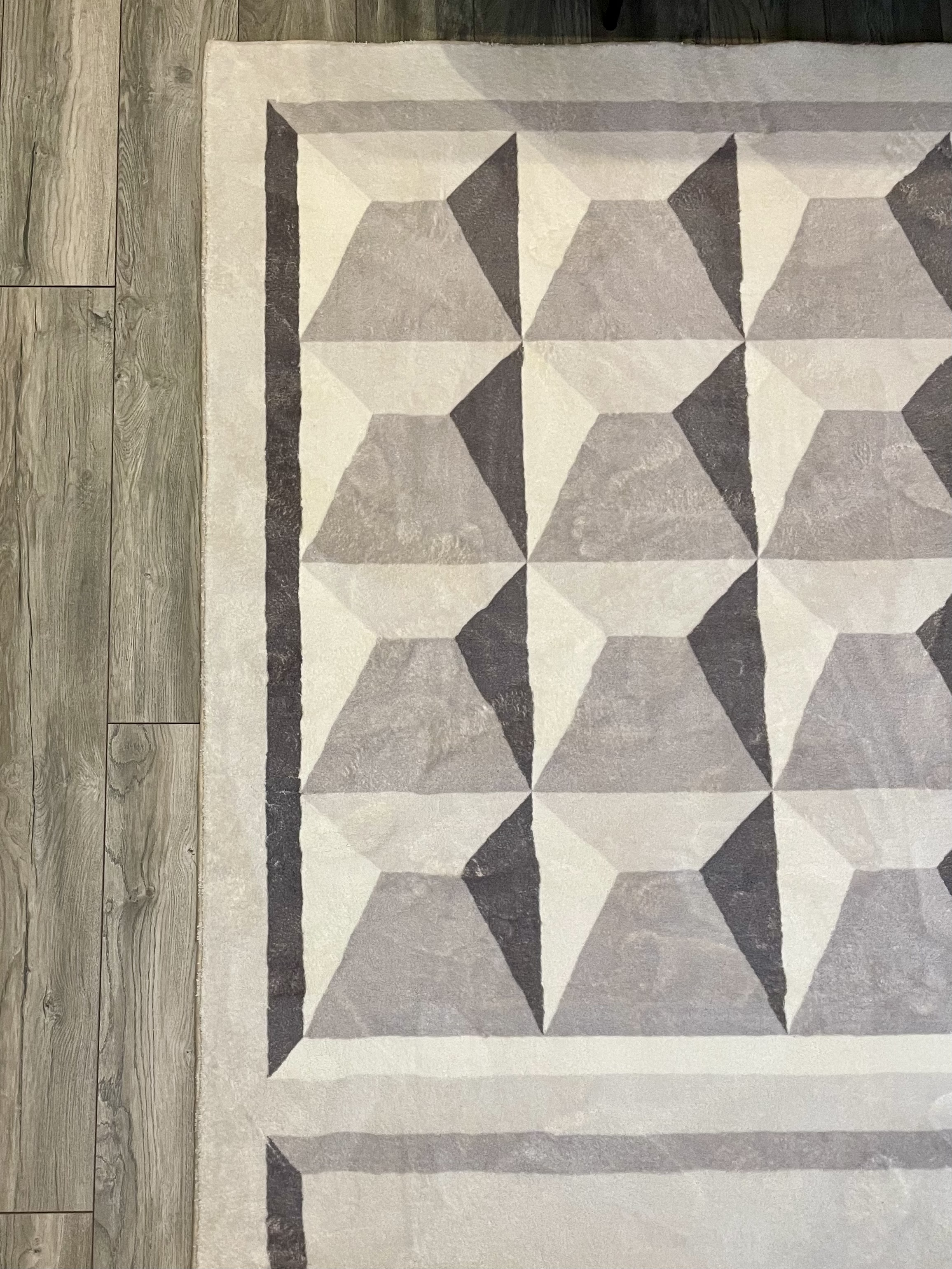
Ковёр в виде забора ПО-2

Многие считают именно модель «ПО-2» символом советского времени. В 2018 году на фестивале Архстояние архитектор Александр Бродский создал дом из забора «ПО‑2». 
У Puma в 2018 г. вышла лимитированная коллекция кроссовок, дизайн которой вдохновлен поверхностью забора «с ромбиками».
В 2020 году на фестивале графического дизайна «СРЕДА» была представлена работа дизайнера Ольги Прохоровой: упаковка шоколада, выполненная в форме забора ПО-2. Работа заняла третье место в категории «Концепции». 
В треке ATL "Slavic squat" есть строчка: "Раздувалась мурава за забором ПО-2.." 